# MACS J0717.5+3745

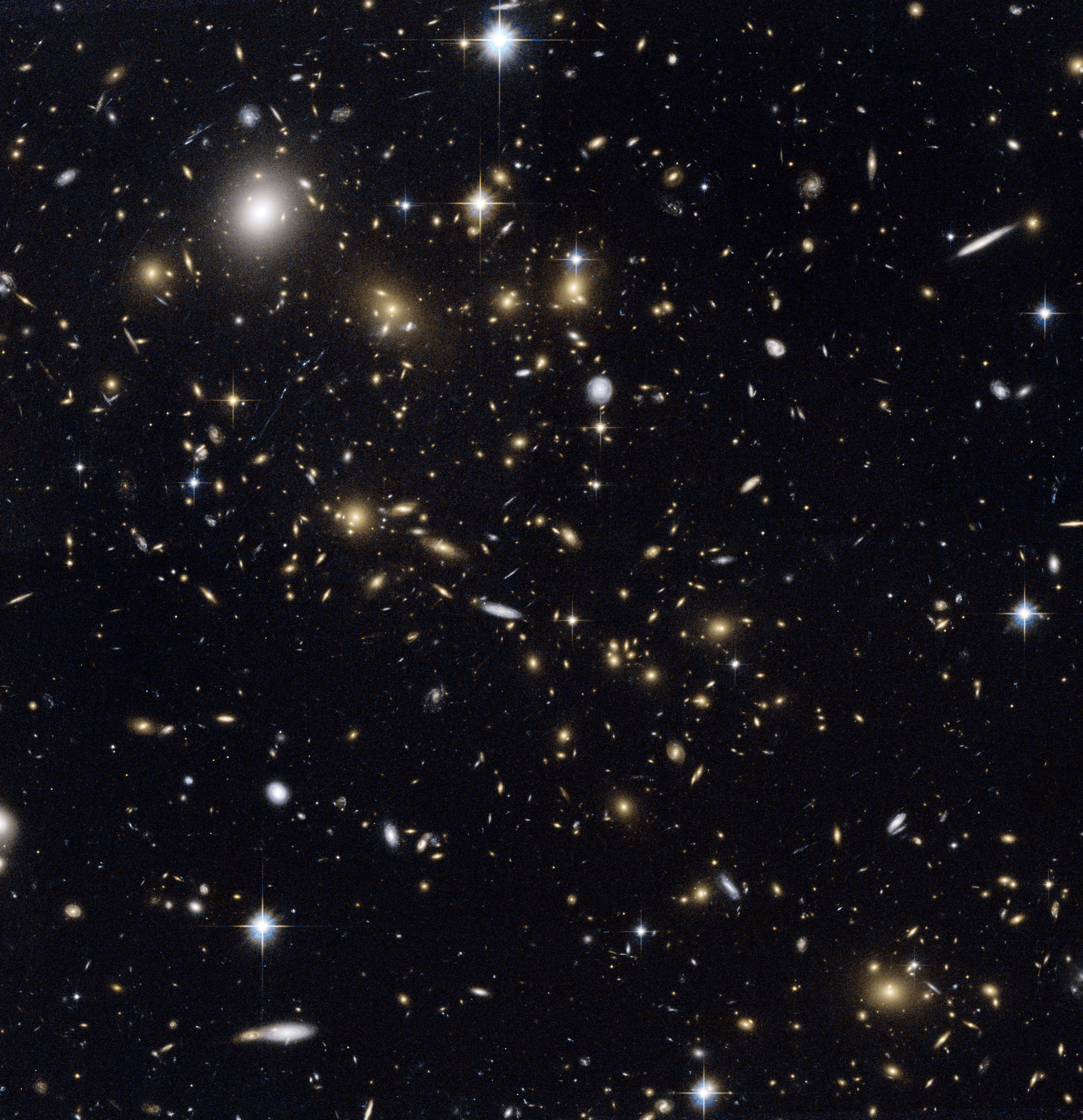
Image de l'amas en proche-infrarouge réalisée par le télescope spatial Hubble.

MACS J0717.5+3745 (MACS J0717 ou MACS 0717) est un grand amas de galaxies situé à environ 5,4 milliards d'années-lumière dans la constellation du Cocher. Il est recensé dans le MAssive Cluster Survey (MACS).

## Description
L'amas s'est formé à la suite de la collision entre quatre amas de galaxies. Les sous-amas sont tout simplement nommés A, B, C et D. Le sous-amas B se déplace rapidement par rapport aux trois autres, qui sont à peu près au repos les uns par rapport aux autres. On observe l'effet Sunyaev-Zel'dovich cinétique sur le sous-amas B, ce qui serait une première observation directe de ce phénomène.